# مركز تنمية الأغذية العضوية
مركز تنمية الأغذية العضوية هي منظمة الشهادات العضوية في الصين التي تأسست في عام 1994 ومقرها في نانجينغ وهو فرع من إدارة حماية البيئة في الصين. وقد تم التصديق عليها من قبل الاتحاد الدولى للحركات العضوية في عام 2002.